# گرنویل ترنر
 گرنویل ترنر (انگلیسی: Grenville Turner؛ زاده ۱ نوامبر ۱۹۳۶) یک دانشمند اهل بریتانیا است.